# Krajevna skupnost
Krajevna skupnost je oblika lokalne samouprave na ravni naselja, dela naselja ali skupine naselij v Sloveniji.
Vsaka krajevna skupnost ima svoj statut, ki ga potrdijo organi občine (mestni ali občinski svet, odlok podpiše župan/ja). Na volitvah neposredno izvoljen odbor ima mandat za štiri leta - podobno kot mestni ali občinski svet. Odborniki med seboj izvolijo predsednika, tajnika in blagajnika. 

## Odločanje v krajevni skupnosti
Odločanje se v krajevni skupnosti o pomembnejših zadevah praviloma dogaja na zboru krajanov. Odločitve zbora krajanov so za odbor zavezujoče. Manj pomembne zadeve krajevne skupnosti obravnava odbor krajevne skupnosti sam, lahko pa na zboru krajanov ali izmed odbornikov na zaprti seji tudi določi komisijo. 
Odbor lahko na lastno pobudo ali na pobudo krajanov (cenzus je določen s statutom) razpiše o zelo pomembni temi (npr. gradnja infrastrukturnih objektov) tudi referendum, ki je sicer bolj običajen na državni ravni, ga pa lahko izvede tudi krajevna skupnost, več krajevnih skupnosti ali občina. 
Poročanje krajanom se je nekdaj bolj pogosto dogajalo na rednih zborih krajanov, prek objav na oglasnih deskah, na javnih mestih (npr. z objavo poročila pred trgovino, avtobusno postajo, lekarno, ipd.), dandanes pa se dogaja tudi preko svetovnega spleta. 

## Pravna subjektiviteta in pristojnosti krajevne skupnosti
Vsaka krajevna skupnost ni pravna oseba. Status pravne osebe krajevne skupnosti je neposredno odvisen od določil občinskega statuta. Tega na ustanovni seji občinskega sveta običajno spremenijo občinski svetniki, organi občine pa na njegovi podlagi določijo tudi vse ostale pristojnosti krajevne skupnosti.
Na podlagi statusa pravne osebe imajo lahko te odprt lasten tekoči račun, ki jim omogoča nekoliko samostojnejšo lokalno samoupravo. Tako lahko krajevne skupnosti v dogovoru z vodstvom občine same izvajajo manjša dela in predvsem nujna popravila. To pa je za majhne kraje lahko ključnega pomena.

## Tradicija odločanja v krajevni skupnosti
Tradicija lokalne samouprave je predvsem na podeželju in v krajih z dolgotrajno mestno pravico že samoumevna in vpeljana v vse pore življenja. Veliko razliko na podeželju pri tem lahko pomeni že status vasi s farno cerkvijo, gostilno ali drugim pomembnim objektom. Drugje, kjer so naselja nastala v glavnem po 2. svetovni vojni, pa vpliva tradicije ni toliko opaziti.
Vsaki novoizvoljeni organi krajevne skupnosti pa vedno nekoliko na novo preoblikujejo tradicijo odločanja (stil vodenja) in se s tem vsaj malenkost odmaknejo od stare tradicije.
Ker je precej odločanja še vedno odvisno od krajevnih običajev in tradicije, lahko to privede v krajih z močnejšo tradicijo do popolne blokade odločanja. Navadno se to zgodi, če so izvoljeni bistveno mlajši, prebivalstvo pa je starejše (medgeneracijski konflikt).

## Zgodovina krajevnih skupnosti
Za razumevanje krajevnih skupnosti je treba vedeti, da njene korenine segajo dlje od dvajsetega stoletja. V bistvu povzemajo tradicijo vaške samouprave naših dedov. Ta se je na podeželju ponekod še ohranila v izvirni obliki v obliki običajev, šeg in navad.
Krajevna skupnost je bila od srede šestdesetih let dvajsetega stoletja na območju nekdanje Jugoslavije samoupravna skupnost, v kateri so bili združeni delovni ljudje in prebivalci naselja, dela naselja ali več povezanih naselij. Krajevne skupnosti so bile nižje teritorialne skupnosti od občine in so bile zastopane v občinskih skupščinah v zboru krajevnih skupnosti, ki je bil poleg zbora združenega dela in družbenopolitičnega zbora eden od treh zborov le-teh. V zadnji fazi obstoja prejšnjega političnega sistema je bilo v Sloveniji nekaj več kot 1200 KS (1991 jih je bilo le 123 več kot leta 1974), kar je pomenilo, da je bila ena takratna občina v povprečju razdeljena na nekaj manj kot 20 KS.
V 90. letih dvajsetega stoletja se je v mestnih občinah iz nje razvila četrtna skupnost, ki temelji na enakih principih delovanja kot krajevna skupnost. Razlika med krajevno in četrtno skupnostjo je le v odtenkih, ki jih določa Zakon o lokalni samoupravi, v samem bistvu delovanja sta si enaki.